# Probuď se špione
Probuď se špione, tradičněji Špion, na kterého nezapomněli (originální francouzský název Espion, lève-toi) je francouzsko-švýcarské špionážní filmové drama s thrillerovými prvky z roku 1982, které režíroval Yves Boisset podle knižní předlohy George Marksteina. Hlavní role ve filmu, trojici špionů, ztvárnili Lino Ventura, Michel Piccoli a Bruno Cremer, hudbu k filmu složil Ennio Morricone.

## Děj
Sébastien Grenier je francouzský tajný agent, který pokojně žije ve švýcarském Curychu, pracuje jako vysoký bankovní úředník a čeká na případný úkol. Jednoho dne skutečně přichází záhadné zadání, Grenier je však nedůvěřivý. Bezprostředně následující schůzka se Jean-Paul Chancem, záhadným člověkem, o kterém neví, na čí straně vlastně je, jeho nejistotu jenom posílí. Není jasné, odkud jeho úkol přišel a také není jasné, co je vlastně jeho obsahem. Grenier začíná na vlastní pěst pátrat, o co vlastně jde, každý agent, se kterým se skontaktuje, je však brzy zlikvidován. Také vysvitne, že jeho dlouholetá partnerka je pravděpodobně zapletena do extrémních politických aktivit. V narůstající atmosféře strachu a nejistoty se Grenier přesto snaží zpočátku zachovat klid. Po krátkém čase jej kontaktuje plukovník Richard, tvrdící o sobě, že je vyslán z pařížského ústředí francouzské tajné služby. Grenier neví, komu může věřit a komu ne. Po dalších nepříjemnostech a atentátu na jeho přítelkyní ztrácí rozvahu a rozhodne se k činům. I když jsou jeho kroky zpočátku správné, v další fázi zabíjí Chance, což je osudová chyba. Protože Chance byl člověk s velkým významem pro francouzské mezinárodní vztahy, přímo z Elysejského paláce přichází pokyn ke Grenierově likvidaci. Úkolem je pověřen právě plukovník Richard, který jej skutečně rychle a diskretně vyřídí.

## Obsazení
| Lino Ventura       | Sébastien Grenier |
| Michel Piccoli     | Jean-Paul Chance  |
| Bruno Cremer       | plukovník Richard |
| Krystyna Janda     | Anna Gretzová     |
| Bernard Fresson    | Henri Marchand    |
| Heinz Bennent      | Meyer             |
| Marc Mazza         | Ramos             |
| Roger Jendly       | komisař Lohmann   |
| Christian Baltauss | knihovník         |